# Andrea Belli
Andrea Belli (ur. 1703, zm. 1772) – maltański architekt i biznesmen. Zaprojektował kilka barokowych budynków, m.in. Zajazd Kastylijski w Valletcie, dziś będący siedzibą premiera Malty.

## Życie i kariera
Urodzony w Valletcie 13 października 1703 roku, jako syn chirurga Giuseppe Belli i jego żony Franceski Romano. W młodości spędził jakiś czas w Wenecji, później podróżował po Austrii i Niemczech.

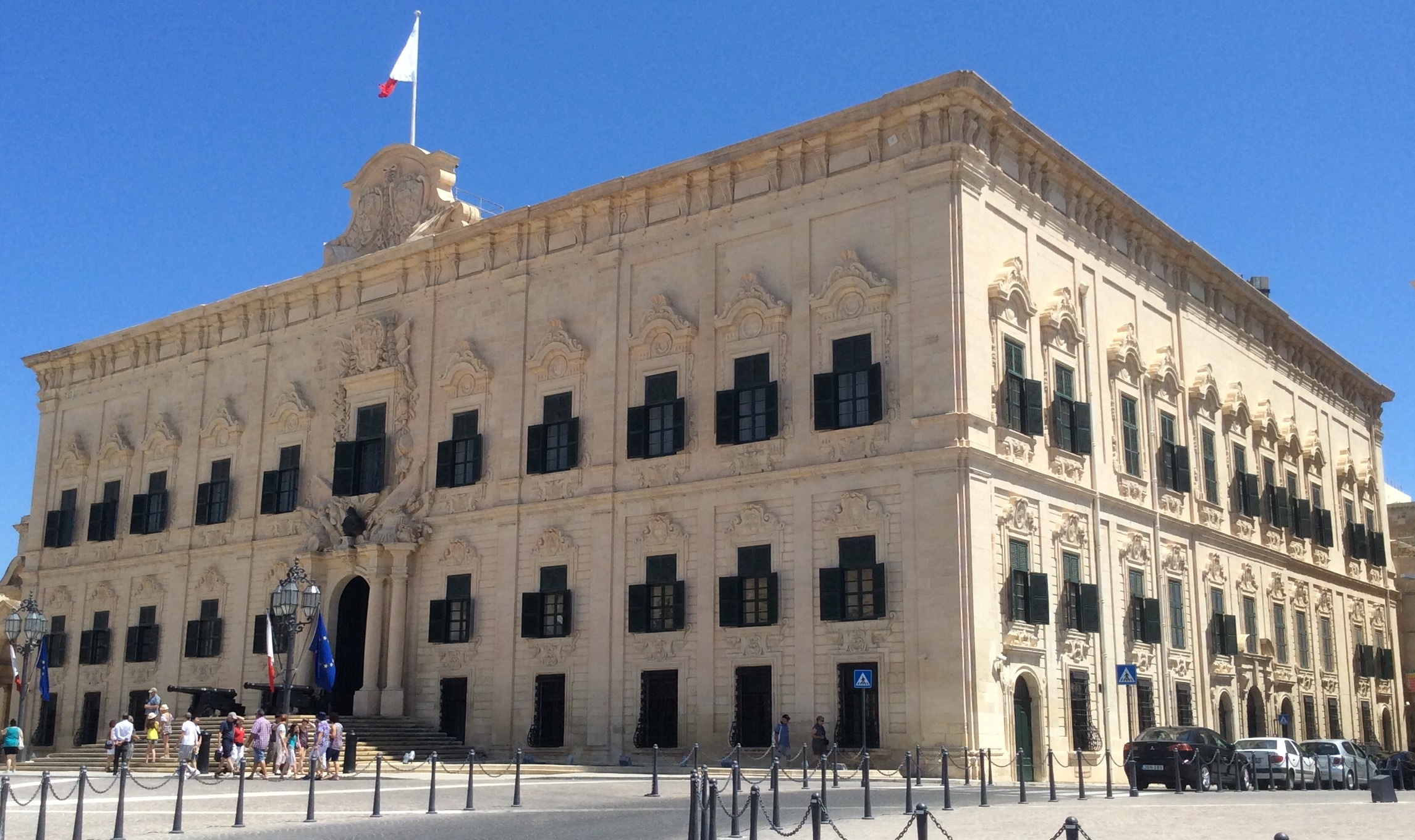
Auberge de Castille, arcydzieło Belli'ego

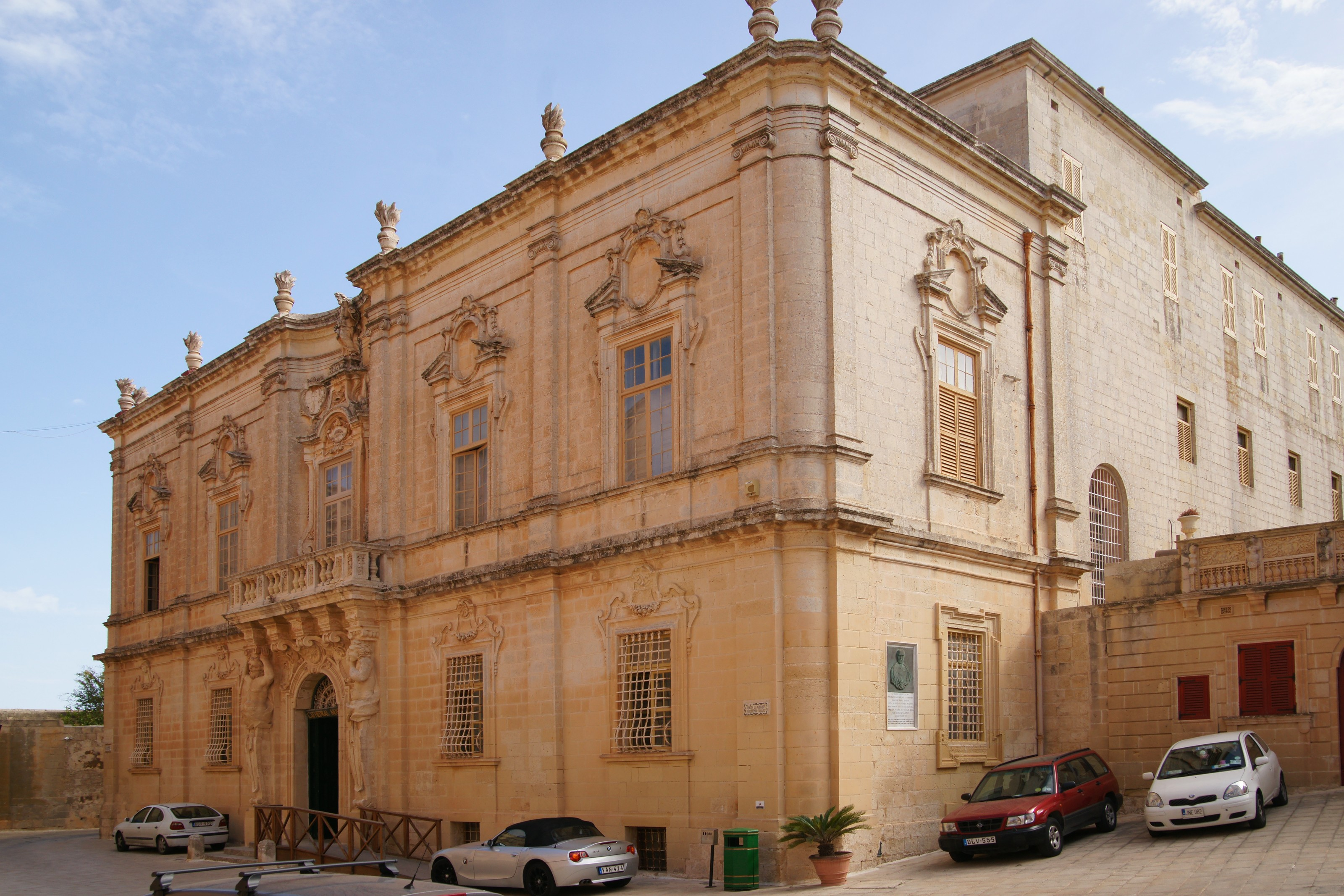
Seminarium w Mdinie (dziś Muzeum katedry św. Pawła), które przypisywane jest Belli'emu

Belli został architektem, zaprojektował kilka budynków w stylu barokowym. Są to:
- Seminarium (dziś Muzeum katedry św. Pawła), Mdina (1733–42, przypisywane)
- Klasztor Augustinów Rabat (1740)
- Zajazd Kastylijski, Valletta (1741–45)
- Kuria biskupia, Floriana (1743)
- Centrum Pałacu Biskupiego, Valletta
- Kościół Matki Bożej Boskiej Opatrzności (Church of Our Lady of Divine Providence), Siġġiewi (1750)
- Palazzo Don Raimondo (dziś Narodowe Muzeum Sztuk Pięknych), Valletta (1761–63, przypisywany)
- Kościół św. Filipa Neri, Birgu (przypisywany)
- Palazzo Bonici, Valletta
- Kaplica w Villa Cagliares w Żejtun (przypisywana)[3]

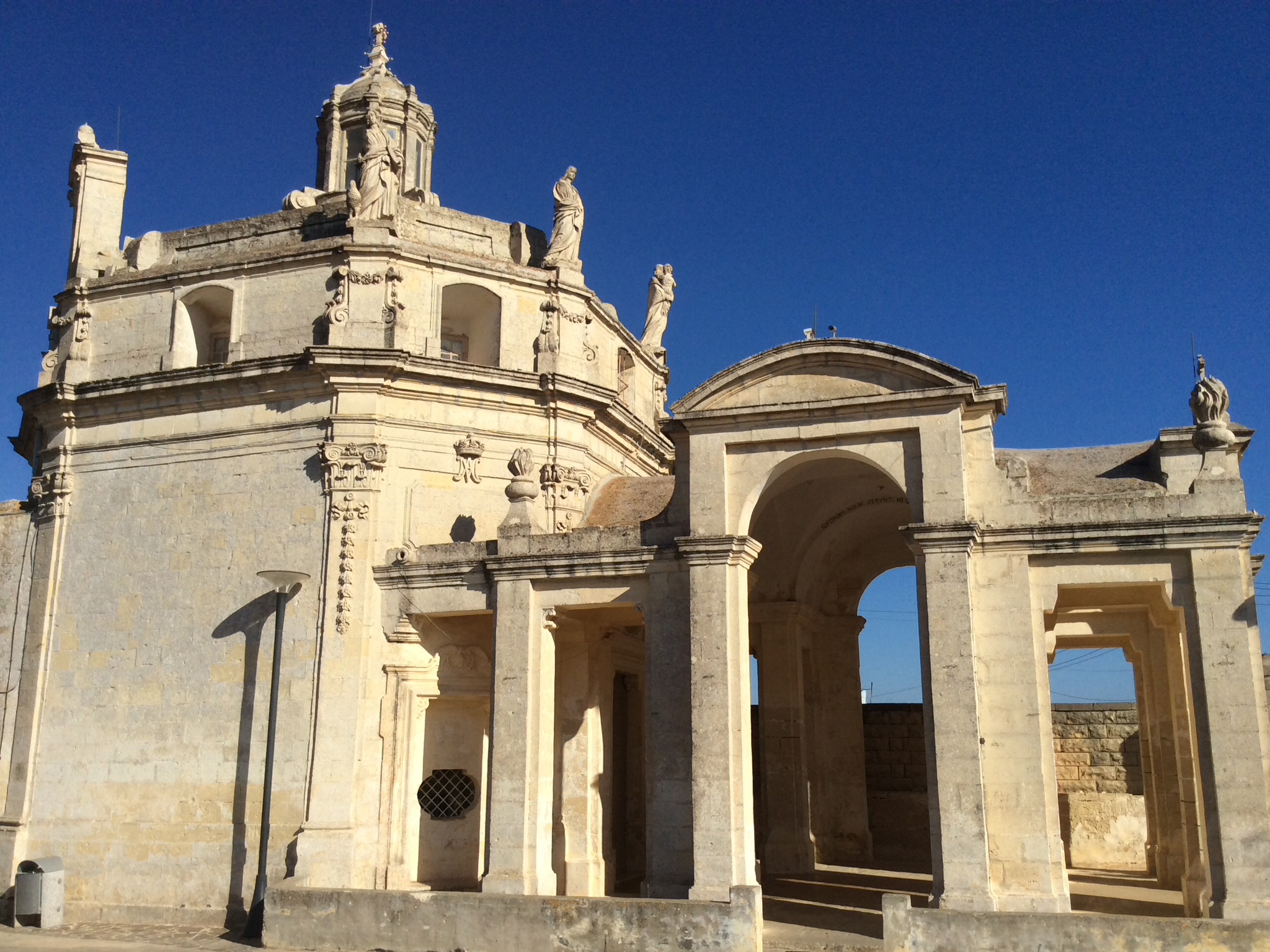
Kościół Matki Bożej Boskiej Opatrzności

Budynek Zajazdu Kastylijskiego w Valletcie uważa się za jego arcydzieło.
Belli był również zaangażowany w działalność gospodarczą, w roku 1741 przejął firmę prowadzącą Teatr Manoel.
5 czerwca 1737 roku Belli poślubił Teresę Gam, mieli syna Giuseppe.
Andrea Belli zmarł 19 października 1772 roku w wieku 69 lat.